# Adelaide Cottage

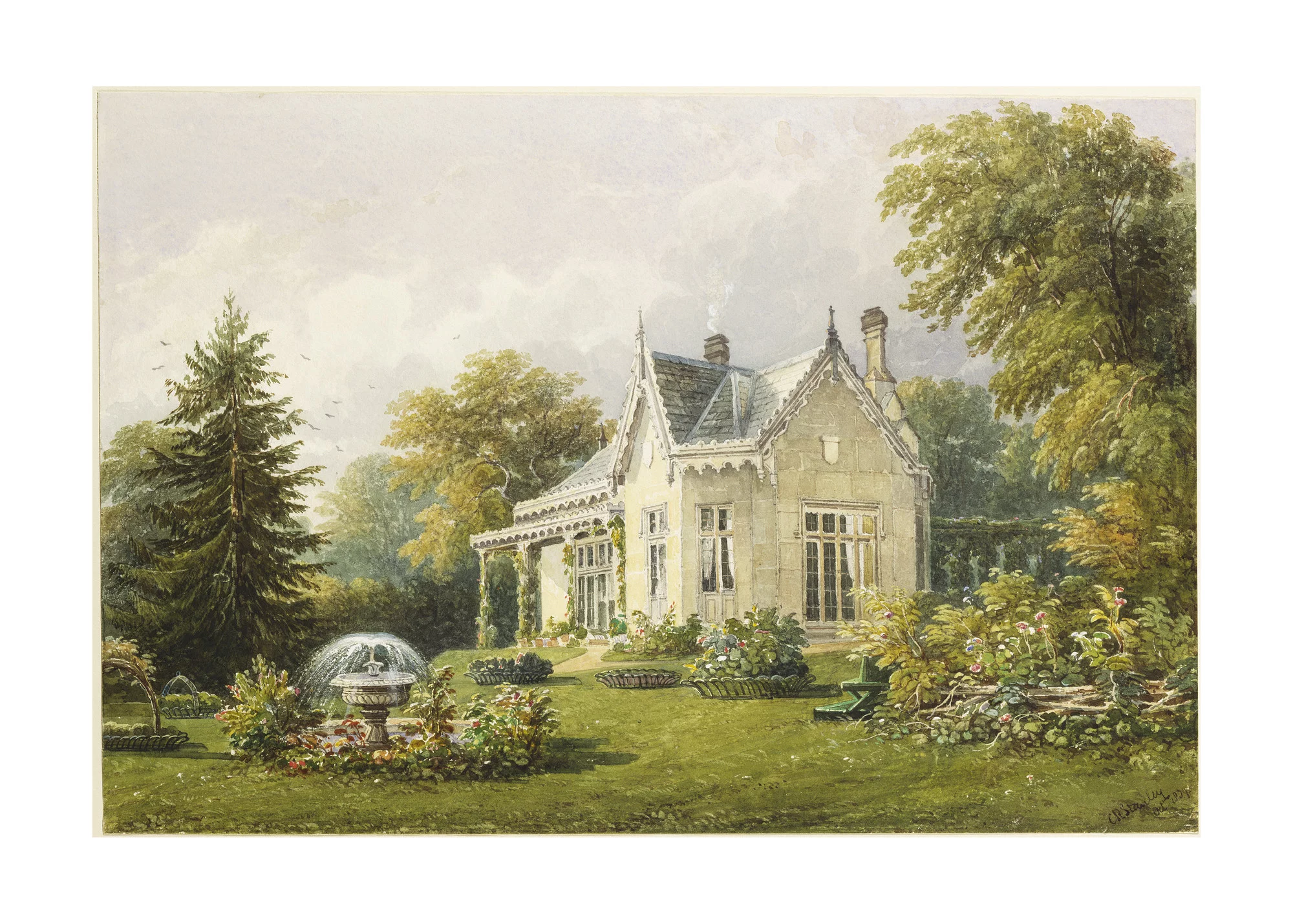
Adelaide Cottage, pintando por Caleb Robert Stanley (1839)

Adelaide Cottage, anteriormente conocida como Adelaide Lodge, es una casa histórica en el Home Park de Windsor en las inmediaciones del Castillo de Windsor en el condado de Berkshire, Reino Unido. Incorporando partes de la logia real de John Nash del Windsor Great Park, fue reconstruido en 1831 con un estilo pintoresco para la reina Adelaide, consorte del rey Guillermo IV. El Arquitecto Jeffry Wyatville supervisó la construcción. Cuando se construyó por primera vez, la casa fue descrita como "castamente elegante" y tenía dos salas públicas, además de una sala de descanso para la reina y una sala de pajes, así como muebles de la antigua logia real, una chimenea de mármol y repisas de estilo greco-egipcio. El techo de su dormitorio principal reutiliza elementos decorativos, incluidos delfines dorados y cuerdas del antiguo yate real, HMS Royal George. Está catalogada como Nivel II* por Historic England y está ubicada entre Adelaide Road y Queen Victoria's Walk.
Desde 2022 es la residencia principal del príncipe y la princesa de Gales, y sus hijos.